# Leuconostocaceae
Las Leuconostocaceae  es una familia de bacteria Gram-positivas,  colocadas dentro del orden de las  Lactobacillales.  Los géneros representativos  incluyen a  Leuconostoc, Oenococcus, Weissella. 
Las bacterias de esos tres géneros son Gram-positivas, no forman esporos, de forma redondeada o elongada,  anaeróbicos o aerotolerantes. Usualmente habitan ambientes ricos en nutrientes tales como leche, carne,  produtos vegetales, bebidas fermentadas  (Björkroth & Holzapfel, 2006).  El ácido láctico es el principal producto final del metabolismo carbohidrato característico heterofermentativo. 
La filogenia de la familia de Leuconostocaceae ha sido recientemente  evaluada por Chelo et al., 2007